# David Santee
David Santee (* 22. Juli 1957 in Oak Park, Illinois) ist ein ehemaliger US-amerikanischer Eiskunstläufer, der im Einzellauf startete.
Santee stand achtmal auf dem Podium bei den nationalen Meisterschaften, viermal wurde er amerikanischer Vizemeister. Von 1976 bis 1982 startete er bei jeder Weltmeisterschaft und platzierte sich niemals schlechter als Achter. Bei den Olympischen Spielen 1976 wurde er Sechster. 1980 verpasste er bei der Weltmeisterschaft wie auch bei den Olympischen Spielen als Vierter hinter Landsmann Charles Tickner eine Medaille nur knapp. Im Jahr darauf wurde er in Hartford Vize-Weltmeister hinter Scott Hamilton und feierte damit den größten Erfolg seiner Karriere.
Sein jüngerer Bruder Jimmy Santee war auch Eiskunstläufer und wurde 1979 Juniorenmeister der USA. David Santee arbeitet als Offizieller bei der ISU.

## Ergebnisse
| Wettbewerb / Jahr                | 1973 | 1974 | 1975 | 1976 | 1977 | 1978 | 1979 | 1980 | 1981 | 1982 |
| -------------------------------- | ---- | ---- | ---- | ---- | ---- | ---- | ---- | ---- | ---- | ---- |
| Olympische Winterspiele          |      |      |      | 6.   |      |      |      | 4.   |      |      |
| Weltmeisterschaften              |      |      |      | 5.   | 4.   | 6.   | 8.   | 4.   | 2.   | 8.   |
| US-amerikanische Meisterschaften | 3.   |      |      | 2.   | 3.   | 2.   | 3.   | 2.   | 2.   | 3.   |